# Marganus
 Marganus est un roi légendaire du royaume de l'île de Bretagne (actuelle Grande-Bretagne), dont l’« histoire » est rapportée par Geoffroy de Monmouth dans son Historia regum Britanniae (vers 1135).

## Contexte
Margan ap Maglawn est un roi fictif de l'île de Bretagne que Geoffroy de Monmouth nomme Marganus fils de Maglaurus duc d'Albanie et de Gonorilla une des trois filles du roi Leir. Avec son cousin Cunedagius [Cunedda ap Henwyn] fils d'Henvinus ils entrent en rébellion contre leur tante Cordeilla qui était devenue la reine de Bretagne, ils la capturent et  l’emprisonnent jusqu'à ce qu'elle se suicide. Après cela ils se partagent l'île entre eux, la partie au nord de l'Humber revient à  Marganus, et celle située au sud à Cunedagius. 
Après deux années de règne conjoint Marganus, poussé par des fauteurs de troubles, tente de s'emparer de la totalité du royaume du droit de sa mère qui était la fille aînée du roi Leir. Il marche vers le sud, mais il est vaincu et mis en fuite par Cunedagius et s'enfuit jusqu'à un village de Cambrie où il est tué dans un lieu nommé par ses habitants depuis cela Margan [l'actuel Margam]. 
Le Brut y Brenhinedd le nomme Margan ap Maglawn et rapporte la même histoire, mais il indique que le lieu où il est tué 
se nommait Maes Mawr et qu'après sa mort il devient Maes Margan lorsqu'il fut inhumé sur place où a été édifié depuis le monastère de  Margan [Margam]. Certains manuscrits le dénomment Morgan et il est considéré comme l'ancêtre de Ceiliog Myngrudd dans quelques généalogies.

## Sources
- Geoffroy de Monmouth Histoire des rois de Bretagne, traduit et commenté par Laurence Mathey-Maille, Édition Les belles lettres, coll. « La roue à livres », Paris, 2004,  (ISBN 2-251-33917-5)
- (en) Peter Bartrum, A Welsh classical dictionary: people in history and legend up to about A.D. 1000, Aberystwyth, National Library of Wales, 1993 (ISBN 9780907158738), p. 520  MARGAN ap MAGLAWN. (Fictitious). (805-803 B.C.)